# Polacy na mistrzostwach świata w łyżwiarstwie szybkim
Mistrzostwa świata w łyżwiarstwie szybkim rozgrywano początkowo wyłącznie w wieloboju. Mężczyźni rywalizowali od 1893 (z przerwami w latach 1915-1921 oraz 1941-1945), a kobiety od 1933 (z przerwą 1940-1946). Do 1995 były one rozgrywane oddzielnie. Mistrzostwa świata w wieloboju sprinterskim rozgrywane są od 1970, a mistrzostwa na dystansach od 1996.
- -- oznacza, że zawodów nie rozgrywano
- NS oznacza, że Polacy nie startowali
- NC oznacza, że zawodnik nie został sklasyfikowany
- DQ oznacza, że zawodnik został zdyskwalifikowany

## Mistrzostwa świata w wielobojach

### 1922-1940
| rok i miasto     | wielobój mężczyzn      | rok i miasto   | wielobój kobiet   |
| ---------------- | ---------------------- | -------------- | ----------------- |
| 1922 Kristiania  | NS                     |                |                   |
| 1923 Sztokholm   | NS                     |                |                   |
| 1924 Helsinki    | NS                     |                |                   |
| 1925 Oslo        | NS                     |                |                   |
| 1926 Trondheim   | NS                     |                |                   |
| 1927 Tampere     | NS                     |                |                   |
| 1928 Davos       | NS                     |                |                   |
| 1929 Oslo        | NS                     |                |                   |
| 1930 Oslo        | NS                     |                |                   |
| 1931 Helsinki    | NS                     |                |                   |
| 1932 Lake Placid | NS                     |                |                   |
| 1933 Trondheim   | NS                     | 1933 Oslo      | NS                |
| 1934 Helsinki    | NS                     | 1934 Oslo      | NS                |
| 1935 Oslo        | Janusz Kalbarczyk – 15 | 1935 Oslo      | NS                |
| 1936 Davos       | Janusz Kalbarczyk – 13 | 1936 Sztokholm | NS                |
| 1937 Oslo        | NS                     | 1937 Davos     | NS                |
| 1938 Davos       | Janusz Kalbarczyk – NC | 1938 Oslo      | NS                |
| 1939 Helsinki    | Janusz Kalbarczyk – 8  | 1939 Tampere   | Zofia Nehring – 5 |
| 1940 Oslo        | NS                     |                |                   |

Mistrzostwa w 1940 nie są oficjalnie uznawane

### 1946-1959
| rok i miasto    | wielobój mężczyzn                                                  | rok i miasto      | wielobój kobiet |
| --------------- | ------------------------------------------------------------------ | ----------------- | --- |
| 1946 Oslo       | NS                                                                 |                   | |
| 1947 Oslo       | NS                                                                 | 1947 Drammen      | NS |
| 1948 Helsinki   | NS                                                                 | 1938 Turku        | NS |
| 1949 Oslo       | Janusz Kalbarczyk – 26                                             | 1949 Kongsberg    | NS |
| 1950 Eskilstuna | NS                                                                 | 1950 Moskwa       | Jadwiga Głażewska – 17 Krystyna Sędzimir – 19                                                                                 |
| 1951 Davos      | NS                                                                 | 1951 Eskilstuna   | NS |
| 1952 Hamar      | NS                                                                 | 1952 Kokkola      | NS |
| 1953 Helsinki   | NS                                                                 | 1953 Lillehammer  | NS |
| 1954 Sapporo    | NS                                                                 | 1954 Östersund    | NS |
| 1955 Moskwa     | NS                                                                 | 1955 Kuopio       | NS |
| 1956 Oslo       | NS                                                                 | 1956 Kvarnsveden  | NS |
| 1957 Östersund  | NS                                                                 | 1957 Imatra       | Helena Pilejczyk – 9 Elwira Seroczyńska – 11 Renata Baudouin de Courtenay – 20                                                |
| 1958 Helsinki   | Antoni Skrzypnik – 31 Stanisław Magierowski – 32                   | 1958 Kristinehamn | Helena Pilejczyk – 5 Anna Skrzetuska – 12 Mieczysława Brymas – 22 Bożena Kalbarczyk – 24                                      |
| 1959 Oslo       | Antoni Skrzypnik – 39 Stanisław Kuch – 41 Tadeusz Samorzyński – 44 | 1959 Swierdłowsk  | Elwira Seroczyńska – 10 Anna Skrzetuska – 12 Renata Baudouin de Courtenay – 16 Bożena Kalbarczyk – 22 Mieczysława Brymas – 25 |

### 1960-1969
| rok i miasto   | wielobój mężczyzn                             | rok i miasto      | wielobój kobiet |
| -------------- | --------------------------------------------- | ----------------- | --- |
| 1960 Davos     | Jan Tlałka – 39                               | 1960 Östersund    | Helena Pilejczyk – 5 Elwira Seroczyńska – 11 Anna Skrzetuska – 12 Bożena Kalbarczyk – 17 Renata Baudouin de Courtenay – 21   |
| 1961 Göteborg  | Andrzej Święcicki – 38 Jan Tlałka – 41        | 1961 Tønsberg     | Helena Pilejczyk – 7 Anna Skrzetuska – 9 Elwira Seroczyńska – 14 Bożena Kalbarczyk – 16 Renata Baudouin de Courtenay – 17    |
| 1962 Moskwa    | Tadeusz Matuszewski – 40 Henryk Ossowski – 42 | 1962 Imatra       | Elwira Seroczyńska – 9 Helena Pilejczyk – 17 Renata Baudouin de Courtenay – 26 Adelajda Mroske – 27 Barbara Frąckiewicz – 29 |
| 1963 Karuizawa | NS                                            | 1963 Karuizawa    | Elwira Seroczyńska – 23 Helena Pilejczyk – 25 Bożena Kalbarczyk – 31                                                         |
| 1964 Helsinki  | NS                                            | 1964 Kristinehamn | NS |
| 1965 Oslo      | NS                                            | 1965 Oulu         | Adelajda Mroske – 20 |
| 1966 Göteborg  | NS                                            | 1966 Trondheim    | Wanda Król – 30 Adelajda Mroske – 32                                                                                         |
| 1967 Oslo      | NS                                            | 1967 Deventer     | Adelajda Mroske – 20 Marianna Kaim – 30                                                                                      |
| 1968 Göteborg  | NS                                            | 1968 Helsinki     | Adelajda Mroske – 28 Helena Pilejczyk – NC                                                                                   |
| 1969 Deventer  | NS                                            | 1969 Grenoble     | Helena Pilejczyk – 24 Romana Troicka – 26                                                                                    |

### 1970-1980
| rok i miasto    | wielobój mężczyzn                         | rok i miasto    | wielobój kobiet                                          | rok i miasto      | wiel. sprinterski mężczyzn                     | wiel. sprinterski kobiet                    |
| --------------- | ----------------------------------------- | --------------- | -------------------------------------------------------- | ----------------- | ---------------------------------------------- | ------------------------------------------- |
| 1970 Oslo       | NS                                        | 1970 West Allis | NS                                                       | 1970 West Allis   | NS                                             | NS                                          |
| 1971 Göteborg   | NS                                        | 1971 Helsinki   | Romana Troicka – 22 Helena Pilejczyk – 26                | 1971 Inzell       | Jan Trzebunia – 30 Mieczysław Dziedzic – 35    | Romana Troicka – 18 Janina Bachleda – 25    |
| 1972 Oslo       | NS                                        | 1972 Heerenveen | Romana Troicka – 24 Erwina Ryś – 26                      | 1972 Eskilstuna   | Grzegorz Wysocki – 26 Mieczysław Dziedzic – 28 | Romana Troicka – 21 Erwina Ryś – 22         |
| 1973 Deventer   | Krzysztof Ferens – 22 Jerzy Liebchen – 34 | 1973 Strömsund  | Erwina Ryś – 20                                          | 1973 Oslo         | Jan Trzebunia – 32 Henryk Szandala – 36        | Erwina Ryś – 18 Wanda Król – 22             |
| 1974 Inzell     | Andrzej Zawadzki – 22                     | 1974 Heerenveen | Erwina Ryś – 5 Ewa Malewicka – 15                        | 1974 Innsbruck    | Jan Trzebunia – 14                             | Erwina Ryś – 7                              |
| 1975 Oslo       | Jan Miętus – 27                           | 1975 Assen      | Erwina Ryś – 4 Janina Korowicka – 13                     | 1975 Göteborg     | Jan Trzebunia – 23 Jan Józwik – 27             | Stanisława Pietruszczak – 8 Erwina Ryś – 23 |
| 1976 Heerenveen | Andrzej Zawadzki – 22                     | 1976 Gjøvik     | Erwina Ryś – 12 Janina Korowicka – 23 Ewa Malewicka – 25 | 1976 Berlin Zach. | NS                                             | NS                                          |
| 1977 Heerenveen | NS                                        | 1977 Keystone   | NS                                                       | 1977 Alkmaar      | Jan Józwik – 20                                | Erwina Ryś – 15                             |
| 1978 Göteborg   | NS                                        | 1978 Helsinki   | Erwina Ryś-Ferens – 17                                   | 1978 Lake Placid  | Jan Józwik – 8                                 | Erwina Ryś-Ferens – 3                       |
| 1979 Oslo       | NS                                        | 1979 Haga       | Erwina Ryś-Ferens – 13 Lilianna Morawiec – 24            | 1979 Inzell       | Jan Józwik – 9                                 | Erwina Ryś-Ferens – 7 Ewa Białkowska – 23   |
| 1980 Heerenveen | Włodzimierz Waś – 27                      | 1980 Hamar      | Erwina Ryś-Ferens – 9 Ewa Białkowska – 27                | 1980 West Allis   | Jan Józwik – 27                                | NS                                          |

### 1981-1990
| rok i miasto    | wielobój mężczyzn     | rok i miasto         | wielobój kobiet                             | rok i miasto    | wiel. sprinterski mężczyzn             | wiel. sprinterski kobiet                                   |
| --------------- | --------------------- | -------------------- | ------------------------------------------- | --------------- | -------------------------------------- | ---------------------------------------------------------- |
| 1981 Oslo       | NS                    | 1981 Sainte-Foy      | Erwina Ryś-Ferens – 7 Ewa Białkowska – 23   | 1981 Grenoble   | Jan Józwik – 14                        | Erwina Ryś-Ferens – 12                                     |
| 1982 Assen      | NS                    | 1982 Inzell          | Ewa Białkowska – 24 Zofia Tokarczyk – 29    | 1982 Alkmaar    | Jan Józwik – 14                        | Zofia Tokarczyk – 21 Ewa Białkowska – 28                   |
| 1983 Oslo       | NS                    | 1983 Karl-Marx-Stadt | Ewa Białkowska – 24                         | 1983 Helsinki   | Dariusz Jezierski – 22 Jan Józwik – NC | Zofia Tokarczyk – 20                                       |
| 1984 Göteborg   | Piotr Krysiak – 27    | 1984 Deventer        | Ewa Białkowska – 28                         | 1984 Trondheim  | NS                                     | Erwina Ryś-Ferens – 6                                      |
| 1985 Hamar      | NS                    | 1985 Sarajewo        | Lilianna Morawiec – 25                      | 1985 Heerenveen | Ryszard Rzadki – 14                    | Erwina Ryś-Ferens – 3 Lilianna Morawiec – 14               |
| 1986 Inzell     | Roman Derks – 31      | 1986 Haga            | Zofia Tokarczyk – 20                        | 1986 Karuizawa  | Jerzy Dominik – 22 Ryszard Rzadki – 24 | Erwina Ryś-Ferens – 10 Zofia Tokarczyk – 14                |
| 1987 Heerenveen | Roman Derks – 33      | 1987 West Allis      | NS                                          | 1987 Sainte-Foy | Jerzy Dominik – 33                     | Erwina Ryś-Ferens – 12                                     |
| 1988 Medeo      | Piotr Krysiak – 32    | 1988 Skien           | Erwina Ryś-Ferens – 3                       | 1988 West Allis | Jerzy Dominik – 28                     | Zofia Tokarczyk – 7 Erwina Ryś-Ferens – 9                  |
| 1989 Oslo       | Jaromir Radke – 16    | 1989 Lake Placid     | Erwina Ryś-Ferens – 23 Zofia Tokarczyk – 18 | 1989 Heerenveen | Tomasz Jankowski – DQ                  | Zofia Tokarczyk – 11 Ewa Borkowska – 24 Agata Zdrojek – DQ |
| 1990 Innsbruck  | Mariusz Maślanka – 20 | 1990 Calgary         | Zofia Tokarczyk – 19                        | 1990 Tromsø     | Tomasz Jankowski – 28                  | Ewa Borkowska – DQ                                         |

### 1991-2000
| rok i miasto         | wielobój mężczyzn                          | rok i miasto    | wielobój kobiet                     | rok i miasto    | wiel. sprinterski mężczyzn                | wiel. sprinterski kobiet      |
| -------------------- | ------------------------------------------ | --------------- | ----------------------------------- | --------------- | ----------------------------------------- | ----------------------------- |
| 1991 Heerenveen      | Jaromir Radke – 13 Paweł Abratkiewicz - 32 | 1991 Hamar      | Ewa Borkowska – 22 Aneta Rękas – 29 | 1991 Inzell     | Paweł Abratkiewicz – 28                   | Ewa Borkowska – 23            |
| 1992 Calgary         | Paweł Jaroszek – 22 Jaromir Radke – 32     | 1992 Heerenveen | Ewa Borkowska-Wasilewska – 14       | 1992 Oslo       | Paweł Abratkiewicz – 14                   | Ewa Borkowska-Wasilewska – 21 |
| 1993 Hamar           | Artur Szafrański – NC                      | 1993 Berlin     | Ewa Borkowska-Wasilewska – 13       | 1993 Ikaho      | NS                                        | Ewa Borkowska-Wasilewska – 22 |
| 1994 Göteborg        | Jaromir Radke – 12                         | 1994 Butte      | NS                                  | 1994 Calgary    | NS                                        | NS                            |
| 1995 Baselga di Pinè | Paweł Zygmunt – 25 Jaromir Radke – 29      | 1995 Savalen    | NS                                  | 1995 Milwaukee  | Tomasz Świst – 22                         | NS                            |
| 1996 Inzell          | Paweł Zygmunt – 20                         | 1996 Inzell     | Ewa Borkowska-Wasilewska – 20       | 1996 Heerenveen | Tomasz Świst – 17                         | NS                            |
| 1997 Nagano          | Jaromir Radke – 26 Paweł Zygmunt – 35      | 1997 Nagano     | NS                                  | 1997 Hamar      | Tomasz Świst – 25 Paweł Abratkiewicz – 29 | NS                            |
| 1998 Heerenveen      | Paweł Zygmunt – 21                         | 1998 Heerenveen | NS                                  | 1998 Berlin     | Paweł Abratkiewicz – 11                   | NS                            |
| 1999 Hamar           | NS                                         | 1999 Hamar      | NS                                  | 1999 Calgary    | Tomasz Świst – 11 Paweł Abratkiewicz – 12 | NS                            |
| 2000 Milwaukee       | Paweł Zygmunt – 22                         | 2000 Milwaukee  | NS                                  | 2000 Seul       | Paweł Abratkiewicz – 11 Tomasz Świst – 15 | NS                            |

### 2001-2010
| rok i miasto    | wielobój mężczyzn                             | wielobój kobiet               | rok i miasto        | wiel. sprinterski mężczyzn                                  | wiel. sprinterski kobiet |
| --------------- | --------------------------------------------- | ----------------------------- | ------------------- | ----------------------------------------------------------- | ------------------------ |
| 2001 Budapeszt  | NS                                            | NS                            | 2001 Inzell         | Tomasz Świst – 21 Paweł Abratkiewicz – 23 Rafał Gąsior – 35 | NS                       |
| 2002 Heerenveen | Paweł Zygmunt – 6                             | NS                            | 2002 Hamar          | Paweł Abratkiewicz – 22 Tomasz Świst – NC                   | NS                       |
| 2003 Göteborg   | Paweł Zygmunt – 11                            | NS                            | 2003 Calgary        | Paweł Abratkiewicz – 19 Tomasz Świst – NC                   | NS                       |
| 2004 Hamar      | Paweł Zygmunt – 21                            | NS                            | 2004 Nagano         | Rafał Gąsior – 26 Maciej Ustynowicz – 39                    | NS                       |
| 2005 Moskwa     | Paweł Zygmunt – 21                            | Katarzyna Wójcicka – 14       | 2005 Salt Lake City | NS                                                          | NS                       |
| 2006 Calgary    | Konrad Niedźwiedzki – 8 Paweł Zygmunt – 19    | Katarzyna Wójcicka – 14       | 2006 Heerenveen     | Artur Waś – 35 Maciej Ustynowicz – 40                       | NS                       |
| 2007 Heerenveen | NS                                            | NS                            | 2007 Hamar          | Maciej Ustynowicz – 21 Artur Waś – 27                       | NS                       |
| 2008 Berlin     | Konrad Niedźwiedzki - 18                      | Katarzyna Wójcicka – 17       | 2008 Heerenveen     | Maciej Ustynowicz – 16 Konrad Niedźwiedzki – 18             | NS                       |
| 2009 Hamar      | Konrad Niedźwiedzki – 12                      | Katarzyna Wójcicka – 15       | 2009 Moskwa         | Konrad Niedźwiedzki – 17                                    | NS                       |
| 2010 Heerenveen | Konrad Niedźwiedzki – 10 Zbigniew Bródka – 15 | Katarzyna Bachleda-Curuś – 19 | 2010 Obihiro        | Maciej Ustynowicz – 11 Maciej Biega – 30                    | NS                       |

### 2011-2020
| rok i miasto    | wielobój mężczyzn                                                | wielobój kobiet                                                         | rok i miasto        | wiel. sprinterski mężczyzn              | wiel. sprinterski kobiet |
| --------------- | ---------------------------------------------------------------- | ----------------------------------------------------------------------- | ------------------- | --------------------------------------- | ------------------------ |
| 2011 Calgary    | Konrad Niedźwiedzki – 13 Jan Szymański – 20                      | Luiza Złotkowska – 19                                                   | 2011 Heerenveen     | Konrad Niedźwiedzki – 23 Artur Waś – 34 | NS                       |
| 2012 Moskwa     | Zbigniew Bródka – 11 Konrad Niedźwiedzki – 12 Jan Szymański – 13 | Natalia Czerwonka – 17 Katarzyna Woźniak – 21                           | 2012 Calgary        | Artur Waś – 24                          | NS                       |
| 2013 Hamar      | Zbigniew Bródka – 8 Jan Szymański – 12 Roland Cieślak – 16       | Luiza Złotkowska – 14 Natalia Czerwonka – 15 Katarzyna Woźniak – 19     | 2013 Salt Lake City | NS                                      | NS                       |
| 2014 Heerenveen | Konrad Niedźwiedzki – 8 Jan Szymański – 9 Piotr Puszkarski – 24  | Katarzyna Bachleda-Curuś – 7 Natalia Czerwonka – 8 Luiza Złotkowska – 9 | 2014 Nagano         | NS                                      | NS                       |
| 2015 Calgary    | Konrad Niedźwiedzki – 8 Zbigniew Bródka – 9 Jan Szymański – 22   | Luiza Złotkowska – 12                                                   | 2015 Astana         | Artur Nogal – 16 Piotr Michalski – 18   | NS                       |
| 2016 Berlin     |                                                                  |                                                                         | 2016 Seul           |                                         |                          |

## Mistrzostwa świata na dystansach

### 1996-2000

#### Mężczyźni
| rok miasto      | 500 m                                     | 1000 m                                   | 1500 m                | 5000 m             | 10000 m            |
| --------------- | ----------------------------------------- | ---------------------------------------- | --------------------- | ------------------ | ------------------ |
| 1996 Hamar      | Tomasz Świst – 17                         | Paweł Zygmunt – 22 Tomasz Świst – NC     | Paweł Zygmunt – 13    | Jaromir Radke – 11 | Jaromir Radke – 12 |
| 1997 Warszawa   | Tomasz Świst – 20                         | NS                                       | Artur Szafrański – 18 | 'NS                | 'NS                |
| 1998 Calgary    | Paweł Abratkiewicz – 9 Tomasz Świst – DQ  | Paweł Abratkiewicz – 14                  | NS                    | NS                 | NS                 |
| 1999 Heerenveen | Paweł Abratkiewicz – 6 Tomasz Świst – 7   | Paweł Abratkiewicz – 5 Tomasz Świst – 18 | NS                    | NS                 | Jaromir Radke – 14 |
| 2000 Nagano     | Paweł Abratkiewicz – 12 Tomasz Świst – 15 | Paweł Abratkiewicz – 18                  | NS                    | Paweł Zygmunt – 15 | Jaromir Radke – 14 |

#### Kobiety
| rok i miasto    | 500 m | 1000 m                  | 1500 m                  | 3000 m                  | 5000 m |
| --------------- | ----- | ----------------------- | ----------------------- | ----------------------- | ------ |
| 1996 Hamar      | NS    | NS                      | NS                      | NS                      | NS     |
| 1997 Warszawa   | NS    | NS                      | NS                      | NS                      | NS     |
| 1998 Calgary    | NS    | NS                      | NS                      | NS                      | NS     |
| 1999 Heerenveen | NS    | NS                      | NS                      | NS                      | NS     |
| 2000 Nagano     | NS    | Katarzyna Wójcicka – 23 | Katarzyna Wójcicka – NC | Katarzyna Wójcicka – 19 | NS     |

### 2001-2010

#### Mężczyźni
| rok i miasto        | 500 m                                     | 1000 m                                          | 1500 m                   | 5000 m                                                 | 10000 m                               | wyścig drużynowy                                             |
| ------------------- | ----------------------------------------- | ----------------------------------------------- | ------------------------ | ------------------------------------------------------ | ------------------------------------- | ------------------------------------------------------------ |
| 2001 Salt Lake City | Paweł Abratkiewicz – 13 Tomasz Świst – 16 | Paweł Abratkiewicz – 16                         | NS                       | Witold Mazur – 21 Paweł Zygmunt – NC                   | Paweł Zygmunt – 11 Jaromir Radke – 14 |                                                              |
| 2002                |                                           |                                                 |                          |                                                        |                                       |                                                              |
| 2003 Berlin         | Paweł Abratkiewicz – 15 Tomasz Świst – 17 | Paweł Abratkiewicz – 20                         | NS                       | Paweł Zygmunt – 4 Witold Mazur – 15 Jaromir Radke – 23 | Paweł Zygmunt – 8                     |                                                              |
| 2004 Seul           | NS                                        | NS                                              | NS                       | Paweł Zygmunt – 8 Witold Mazur – 10                    | Witold Mazur – 8 Paweł Zygmunt – NC   |                                                              |
| 2005 Inzell         | NS                                        | NS                                              | Konrad Niedźwiedzki – 14 | Paweł Zygmunt – 10 Witold Mazur – 14                   | NS                                    | Witold Mazur Konrad Niedźwiedzki Paweł Zygmunt – 6           |
| 2006                |                                           |                                                 |                          |                                                        |                                       |                                                              |
| 2007 Salt Lake City | Maciej Ustynowicz – 15                    | Maciej Ustynowicz – 22                          | Konrad Niedźwiedzki – 12 | Sławomir Chmura – 20                                   | NS                                    | Sławomir Chmura Konrad Niedźwiedzki Maciej Ustynowicz – 7    |
| 2008 Nagano         | Maciej Ustynowicz – 14                    | Konrad Niedźwiedzki – 17 Maciej Ustynowicz – 18 | Konrad Niedźwiedzki – 15 | Sławomir Chmura – 21 Sebastian Druszkiewicz – 22       | NS                                    | Sebastian Druszkiewicz Robert Kustra Konrad Niedźwiedzki – 8 |
| 2009 Richmond       | Maciej Ustynowicz – 21                    | Konrad Niedźwiedzki – 17                        | Konrad Niedźwiedzki – 14 | Sławomir Chmura – 14                                   | Sławomir Chmura – 12                  | NS                                                           |
| 2010                |                                           |                                                 |                          |                                                        |                                       |                                                              |

#### Kobiety
| rok i miasto        | 500 m | 1000 m                  | 1500 m                                        | 3000 m                  | 5000 m                  | wyścig drużynowy                                          |
| ------------------- | ----- | ----------------------- | --------------------------------------------- | ----------------------- | ----------------------- | --------------------------------------------------------- |
| 2001 Salt Lake City | NS    | NS                      | NS                                            | Katarzyna Wójcicka – 20 | Katarzyna Wójcicka – 25 |                                                           |
| 2002                |       |                         |                                               |                         |                         |                                                           |
| 2003 Berlin         | NS    | NS                      | NS                                            | NS                      | NS                      |                                                           |
| 2004 Seul           | NS    | NS                      | Katarzyna Wójcicka – 10                       | Katarzyna Wójcicka – 13 | NS                      |                                                           |
| 2005 Inzell         | NS    | NS                      | Katarzyna Wójcicka – 9                        | Katarzyna Wójcicka – 9  | NS                      | NS                                                        |
| 2006                |       |                         |                                               |                         |                         |                                                           |
| 2007 Salt Lake City | NS    | NS                      | Katarzyna Wójcicka – 19                       | NS                      | NS                      | Karolina Ksyt Katarzyna Wójcicka Luiza Złotkowska – 7     |
| 2008 Nagano         | NS    | Katarzyna Wójcicka – 16 | Katarzyna Wójcicka – 8 Natalia Czerwonka – 20 | NS                      | NS                      | Karolina Ksyt Katarzyna Wójcicka Luiza Złotkowska – 6     |
| 2009 Richmond       | NS    | NS                      | Katarzyna Wójcicka – 5 Luiza Złotkowska – 19  | Katarzyna Wójcicka – 11 | NS                      | Natalia Czerwonka Katarzyna Wójcicka Luiza Złotkowska – 8 |
| 2010                |       |                         |                                               |                         |                         |                                                           |

### 2011-2020

#### Mężczyźni
| rok i miasto    | 500 m                          | 1000 m                                    | 1500 m                                                           | 5000 m                                  | 10000 m | start wspólny       | wyścig drużynowy                                      |
| --------------- | ------------------------------ | ----------------------------------------- | ---------------------------------------------------------------- | --------------------------------------- | ------- | ------------------- | ----------------------------------------------------- |
| 2011 Inzell     | NS                             | NS                                        | Konrad Niedźwiedzki – 12 Zbigniew Bródka – 19                    | Jan Szymański – 11 Sławomir Chmura – 20 | NS      |                     | Zbigniew Bródka Konrad Niedźwiedzki Jan Szymański – 8 |
| 2012 Heerenveen | Artur Waś – 12                 | NS                                        | Zbigniew Bródka – 9 Konrad Niedźwiedzki – 10 Roland Cieślak – 23 | Jan Szymański – 14 Roland Cieślak – 20  | NS      |                     | Zbigniew Bródka Konrad Niedźwiedzki Jan Szymański – 8 |
| 2013 Soczi      | Artur Waś – 11                 | Zbigniew Bródka – 5                       | Zbigniew Bródka – 6 Konrad Niedźwiedzki – 8                      | Jan Szymański – 15 Roland Cieślak – 21  | NS      |                     | Zbigniew Bródka Konrad Niedźwiedzki Jan Szymański – 3 |
| 2014            |                                |                                           |                                                                  |                                         |         |                     |                                                       |
| 2015 Heerenveen | Artur Waś – 5 Artur Nogal – 19 | Zbigniew Bródka – 13 Piotr Michalski – 16 | Zbigniew Bródka – 6 Jan Szymański – 8                            | NS                                      | NS      | Roland Cieślak – 22 | Zbigniew Bródka Konrad Niedźwiedzki Jan Szymański – 6 |
| 2016 Kołomna    | Artur Waś – 7                  | Piotr Michalski – 22                      | NS                                                               | Jan Szymański – 14                      | NS      | NS                  | Zbigniew Bródka Konrad Niedźwiedzki Jan Szymański – 8 |

#### Kobiety
| rok i miasto    | 500 m | 1000 m                 | 1500 m                                                                    | 3000 m                                                                    | 5000 m                | start wspólny                              | wyścig drużynowy                                                |
| --------------- | ----- | ---------------------- | ------------------------------------------------------------------------- | ------------------------------------------------------------------------- | --------------------- | ------------------------------------------ | --------------------------------------------------------------- |
| 2011 Inzell     | NS    | Natalia Czerwonka – 24 | Luiza Złotkowska – 18 Natalia Czerwonka – 20                              | Luiza Złotkowska – 17 Natalia Czerwonka – 21                              | Luiza Złotkowska – 12 |                                            | Natalia Czerwonka Katarzyna Woźniak Luiza Złotkowska – 7        |
| 2012 Heerenveen | NS    | NS                     | Natalia Czerwonka – 10 Katarzyna Woźniak – 18 Luiza Złotkowska – 21       | Natalia Czerwonka – 13 Katarzyna Woźniak – 23                             | NS                    |                                            | Natalia Czerwonka Katarzyna Woźniak Luiza Złotkowska – 3        |
| 2013 Soczi      | NS    | NS                     | Katarzyna Bachleda-Curuś – 9 Luiza Złotkowska – 16 Natalia Czerwonka – 17 | Katarzyna Bachleda-Curuś – 6 Luiza Złotkowska – 17 Natalia Czerwonka – 21 | NS                    |                                            | Katarzyna Bachleda-Curuś Natalia Czerwonka Luiza Złotkowska – 2 |
| 2014            |       |                        |                                                                           |                                                                           |                       |                                            |                                                                 |
| 2015 Heerenveen | NS    | NS                     | Luiza Złotkowska – 9 Katarzyna Woźniak – 20                               | Luiza Złotkowska – 9 Katarzyna Woźniak – 17                               | NS                    | NS                                         | Aleksandra Goss Urszula Włodarczyk Katarzyna Woźniak – 6        |
| 2016 Kołomna    | NS    | Natalia Czerwonka – 17 | Natalia Czerwonka – 12                                                    | Luiza Złotkowska – 13                                                     | NS                    | Aleksandra Goss – 19 Luiza Złotkowska – 24 | Natalia Czerwonka Katarzyna Woźniak Luiza Złotkowska – 5        |